# Tipula degeneri
Tipula degeneri är en tvåvingeart som beskrevs av Alexander 1944. Tipula degeneri ingår i släktet Tipula och familjen storharkrankar. Inga underarter finns listade i Catalogue of Life.